# Marcel Janco

Marcel Janco, 1954

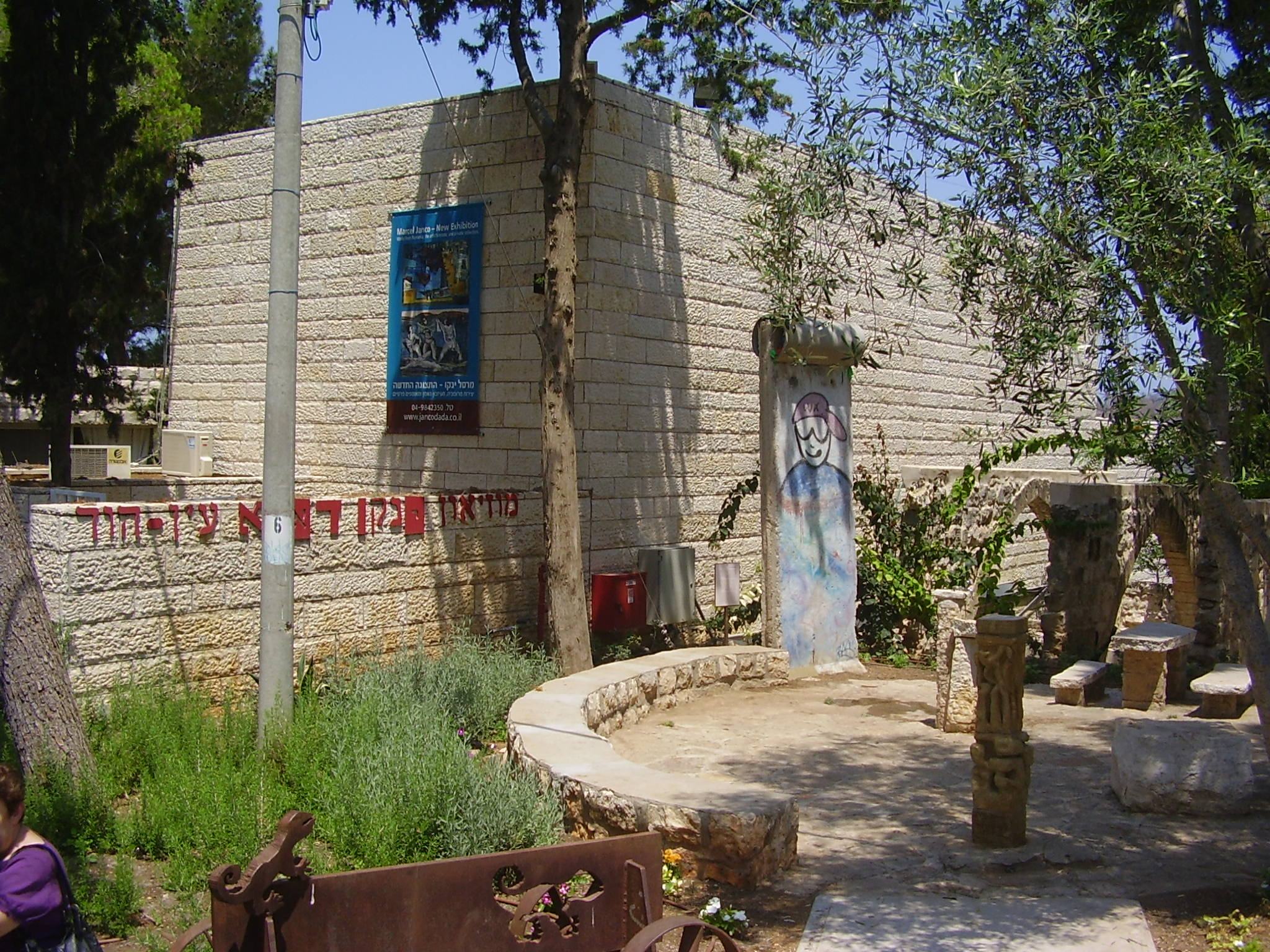
Das Janco-Dada-Museum in En Hod

Marcel Janco (geboren als Marcel Iancu) (hebräisch מרסל ינקו; * 24. Mai 1895 in Bukarest; † 21. April 1984 in Tel Aviv) war ein rumänisch-israelischer Künstler, Schriftsteller und Architekt. Er gehört zu den Urvätern des Dadaismus.

## Leben
Marcel Janco wurde in Bukarest geboren. Zu Beginn des Ersten Weltkriegs ging er nach Zürich. Er gründete 1916 zusammen mit Hugo Ball, Tristan Tzara, Richard Hülsenbeck, Hans Arp und anderen in Zürich das Cabaret Voltaire. 1917 schuf er die Masken und Kostüme für Rudolf von Labans Tanztheater Sang an die Sonne auf dem Monte Verità oberhalb von Ascona.
1922 ging er nach Rumänien zurück und arbeitete dort als Architekt und Maler bis 1941. Aufgrund des zunehmenden Antisemitismus während des Zweiten Weltkrieges emigrierte er nach Israel. Jancos Initiative verdankt sich die 1953 gegründete Künstlerkolonie in En Hod in Nord-Israel. 1952 nahm er an der Biennale in Venedig teil. 1967 wurde ihm der Israel-Preis verliehen.
Er schrieb unter anderem für die Avantgarde-Zeitschrift Contimporanul.
Auf der documenta 8 im Jahr 1987 in Kassel wurden Aufnahmen von ihm im Rahmen der „Archäologie der akustischen Kunst 2: Dada-Musik“ als offizieller Ausstellungsbeitrag aufgeführt.